# 末代御醫
《末代御醫》（英語：The Last Healer In Forbidden City） ，香港電視廣播有限公司拍攝製作的清裝醫學電視劇，以光緒年間為故事背景，由郭晉安及楊怡領銜主演，並由賈曉晨、敖嘉年、羅蘭、張頴康、林子善及朱晨麗聯合演出，監製張乾文。
此劇為2015無綫節目巡禮劇集之一、2016無綫節目巡禮劇集之一、無綫海外業務及簡介2015‬所推介的17部劇集之一。

## 演員表

### 皇宮

#### 大清皇室
| 演員   | 角色 | 暱稱／關係 |
| 敖嘉年 | 載湉 | 光緒帝 大清第九任皇帝 奕譞之子 慈禧之姨甥兼侄女婿 載灃、載洵、載濤同父異母之兄 被載灃出賣 載漪之堂弟，被其陷害 隆裕、瑾妃、珍妃之夫 寵愛珍妃 戊戌政變後被慈禧太后幽禁於瀛台 於第18集服用砒霜自杀身亡。 |
| 羅 蘭  | 慈禧 | 太后、老佛爺 大清皇太后→太皇太后，獨裁者 咸豐帝懿貴妃 同治帝之母 光緒帝之姨母 針對珍妃 器重德齡 戊戌政變後將載湉幽禁於瀛台、珍妃幽禁於北三所 曾患有夢遊症後被杜仲醫好 於光緒帝死後一日（第20集）病逝 |
| 張頴康 | 載灃 | 醇親王、George 奕譞之子 大清醇親王→攝政王 光緒皇帝同父異母之弟並出賣其 載洵、載濤之兄 溥儀、溥傑之父 載濂、載漪、載瀾、載瀛、載津之堂弟 幼蘭之夫 與德齡相戀，後背叛其 為爭名逐利而與瑜貴妃通姦，後與其反目 與杜仲、任錫庚不合 與艾文光、周懷安等人勾結 於第20集罷免袁世凱所有職務，數年後被袁世凱逼迫替溥儀簽下退位詔書，清朝滅亡 |
| 胡渭康 | 載漪 | 端郡王 大清端郡王→庶民 奕誴之子 奕誌之嗣子 載濂之弟 載瀾、載瀛、載津之兄 溥僎、溥儁之父 光緒皇帝、載灃之堂兄 陷害載湉 與袁世凱勾結 第12集因義和團事件被載湉革除所有爵位並發配南疆 |
| 林秀怡 | 涴佳 | 格格→軍醫護士 珍妃、幼蘭之好友 杜仲之學生 任錫庚、葛根之冤家 |
|        | 溥僎 | 載漪之子 第12集與其父載漪一同發配南疆 |
|        | 溥儁 | 大阿哥 載漪之子 於第9集被杜仲及伏苓提及 第12集與其父載漪一同發配南疆 |
|        | 溥儀 | 宣統帝 大清醇親王王子→儲君→末代皇帝 載灃、幼蘭之子 於第20集光緒帝駕崩後登基，後退位 |
|        | 溥傑 | 大清醇親王王子 載灃、幼蘭之子 |

#### 後宮
| 演員   | 角色   | 暱稱／關係 |
| 周寶霖 | 隆裕   | 皇后 光緒帝之皇后兼表姊 慈禧太后之姪女兼姨甥媳婦 嫉妒珍妃                                                                          |
| 沈可欣 | 慧貴妃 | 同治帝之妃 慈禧太后之媳婦 于16集幼兰提及已经过世                                                                                   |
| 樊亦敏 | 瑜貴妃 | 同治帝之妃 與載灃通姦，于19集被其反目 慈禧太后之媳婦                                                                               |
| 李綺雯 | 瑾妃   | 光緒帝之妃 珍妃之姊，並嫉妒她 |
| 朱晨麗 | 珍妃   | 光緒帝之寵妃 瑾妃之妹，被其嫉妒 涴佳之好友 被慈禧太后幽禁於紫禁城北三所 於第11集被崔玉貴推進井中身亡 於第12集被追封為貴妃          |
| 張惠雅 | 幼 蘭  | 榮祿之女 暗戀載灃，後為其妻 溥儀、溥傑之母 德齡、瑜貴妃之情敵 涴佳之好友 于16集在跟载沣结婚后怀孕，后不慎跌倒而早产 于17集诞下溥仪 |

#### 君臣
| 演員   | 角色   | 暱稱／關係                                                           |
| 蔡國慶 | 袁世凱 | 大清內閣總理大臣 出賣光緒帝 與載漪、艾文光、周懷安等人勾結勾結       |
| 蔚雨芯 | 德齡   | 女官 慈禧之重臣 葛根之好友 與載灃相戀，後被其背叛 幼蘭、瑜貴妃之情敵 |
| 李家鼎 | 李鴻章 | 中堂，後病逝                                                         |
| 王俊棠 | 榮祿   | 總管內務府大臣 幼蘭之父                                              |

#### 太醫院
| 演員   | 角色   | 暱稱／關係 |
| 江富強 | 艾文光 | 院使大人，與杜仲不合 與載灃、袁世凱勾結 |
| 林敬剛 | 周懷安 | 院判大人，與杜仲不合，並針對其 與載灃、袁世凱勾結 |
| 郭晉安 | 杜仲   | 淮山 真正的「末代御醫」 京城大藥行「良濟贊堂」駐診中醫師，後被封為御醫，除任錫庚外與眾御醫不和 於第20集（1915年冬天）成為民間中醫師 杜秋萍之姪子 洪百合之夫 任錫庚之好友 原欲娶伏苓為妾侍，後為其好友，並互生情愫 名字同杜仲 |
| 张景淳 | 任錫庚 | 御醫 於第20集（1915年冬天）成為民間中醫師 杜仲之好友 |
| 江榮暉 | 張正元 | 御醫，與杜仲不合，並針對其 與載灃、袁世凱勾結 |
| 張智軒 | 鄭敏全 | 御醫，與杜仲不合，並針對其 與載灃、袁世凱勾結 |
| 李啟傑 | 殷福致 | 御醫，與杜仲不合，並針對其 與載灃、袁世凱勾結 |
| 譚永浩 |        | 御醫，與杜仲不合，並針對其 與載灃、袁世凱勾結 |
| 鄭恕峰 | 關百川 | 太醫 倒賣太醫院藥材，於第9集被杜仲揭發 |

#### 僕人
| 演員   | 角色   | 暱稱／關係                                                                                   |
| 林子善 | 葛根   | 跌打館學徒 醇親王府侍衛，後加入革命黨 葛何青之子 伏苓、德齡之好友，並鍾情於德齡 崔玉貴之乾弟 |
| 余子明 | 李連英 | 小李子 大總管太監 慈禧之近身太監                                                             |
| 陳榮峻 | 崔玉贵 | 小貴子 二總管太監 慈禧之近身太監 葛根之乾兄                                                  |
| 李麗麗 | 余嬤嬤 | 北三所嬤嬤 於第9集於北三所懸樑自盡                                                           |
| 廖麗麗 | 陳嬤嬤 | 嬤嬤 於第8集因知道關百川倒賣太醫院藥材而被殺人滅口                                           |
| 李日昇 | 小林子 | 光緒之近身太監                                                                               |
| 丘梓謙 | 小蔡子 | 光緒之近身太監                                                                               |
| 何沛霖 |        | 太監                                                                                         |
| 范仲   |        | 太監                                                                                         |
| 徐玟晴 |        | 慈禧宮女                                                                                     |
| 吳綺珊 |        | 慈禧宮女                                                                                     |
| 張詩欣 |        | 瑜貴妃宮女                                                                                   |
| 張雪瑩 |        | 慧貴妃宮女                                                                                   |
| 周梓盈 |        | 隆裕宮女                                                                                     |
| 陳靖雲 |        | 隆裕宮女                                                                                     |
| 曹思詩 |        | 瑾妃宮女                                                                                     |
| 黃穎君 |        | 宮女                                                                                         |
| 黃匡翹 | 彩 兒  | 涴佳宮女                                                                                     |
| 余應彤 |        | 載漪之待衛                                                                                   |
| 王東泰 |        | 載漪之待衛                                                                                   |

### 良濟贊堂
| 演員   | 角色   | 暱稱／關係 |
| 李子奇 | 洪金贊 | 老闆 洪百合之父 杜仲之岳父 於第15集去世 |
| 郭晉安 | 杜仲   | 淮山 杜秋萍之姪子 洪百合之夫 洪金贊之女婿 參見太醫院 |
| 賈曉晨 | 洪百合 | 洪金贊之女 杜仲之妻 杜秋萍之姪媳婦 伏苓之好友兼情敵，並陷害她 因童年意外導致半身不遂 嫉妒杜仲与伏苓相愛 於第13集為了把杜仲留在自己身邊而自己親手打碎腿骨 於第20集假扮失憶留在杜仲身邊 |
| 陳勉良 | 魯掌櫃 | 掌櫃 |

### 存仁館
| 演員   | 角色   | 暱稱／關係 |
| 夏 萍  | 戴娣   | 伏明珠之母 伏苓之祖母 |
| 吳香倫 | 伏明珠 | 戴娣之女 伏苓之姑姐 |
| 楊茜堯 | 伏苓   | 存仁館繼承人，身手不凡 革命黨成員 戴娣之孫女 伏明珠之姪女 原為杜仲之妾侍，後為好友，並互生情愫 洪百合之好友兼情敵 葛根之好友 名字參考茯苓 |
| 林子善 | 葛根   | 跌打館學徒 參見皇宮僕人 |
| 蘇恩磁 | 葛何青 | 葛根之母親 |
| 李 岡  | 何七   | 七叔 存仁館幫工 亂黨分子 |

### 其他演員
| 演員   | 角色     | 暱稱／關係                                                                           |
| 彭懷安 | 阿虎     | 義和團成員                                                                           |
| 王志安 | 童鐵骨   | 霸佔存仁館開設賭坊，及後更欲改開妓院，後被伏苓趕走（第1集），之後加入義和團（第6集） |
| 陳婉婷 | 蓮子     | 洪百合之婢女                                                                         |
| 姚瑩瑩 | 杜秋萍   | 杜仲之姑姐 洪百合之姑奶奶                                                            |
| 阮政峰 | 徐扁     | 亂黨分子                                                                             |
| 布偉傑 | 泰來     | 神父                                                                                 |
| 李悅瀚 | 阿豹     | 義和團成員                                                                           |
| 關浩揚 | 阿狗     | 義和團成員                                                                           |
| 曾啟綸 |          | 袁世凱之手下                                                                         |
| 黃耀煌 |          | 童鐵骨之手下                                                                         |
| 曾海昌 |          | 童鐵骨之手下                                                                         |
| 梁博恩 | 博       | 童鐵骨之手下                                                                         |
| 王致狄 |          | 童鐵骨之手下                                                                         |
| 馮子森 |          | 童鐵骨之手下                                                                         |
| 蔡曜力 |          | 童鐵骨之手下                                                                         |
| 邵卓堯 |          | 杜仲之親友（第1、18集）                                                              |
| 陳狄克 |          | 杜仲之親友（第1、18集）                                                              |
| 楊證樺 | 佘鴻儒   | 伏苓之情人，後分手（第1集）                                                          |
| 陳家良 |          | 家丁（第1、4集）                                                                     |
| 馮秀華 | 如意     | 妓女 患有花柳（第1、4、12集）                                                        |
| 李旻芳 |          | 妓女 患有花柳（第1、4集）                                                            |
| 郭栢榮 | 朱尼科夫 | 俄國大力士（第2集）                                                                  |
| 梁 茵  | 昇平     | 格格 榮親王之女 患有藥物敏感（第3集）                                                |
| 劉嘉琪 |          | 成親王之福晉（第3集）                                                                |
| 麥皓兒 | 金花     | 被安排與杜仲相親 因經常化濃妝而導致中汞毒，後康復（第3-4集）                         |
| 曾玉娟 | 王夫人   | 金花之母（第3-4集）                                                                  |
| 周麗欣 |          | 孕婦（第6-7集）                                                                      |
| 章景恆 | 年輕人   | 被童鐵骨強迫喝下符水（第6集）                                                        |
| 楊家寶 |          | 幼蘭之朋友（第8集）                                                                  |
| 陳潔玲 |          | 幼蘭之朋友（第8集）                                                                  |
| 陳珈穎 |          | 幼蘭之朋友（第8集）                                                                  |
| 黃祥興 | 吉川     | 日軍大佐（第10-11集）                                                                |
| 朱滙林 |          | 日軍副官（第10-11集）                                                                |
| 方紹聰 |          | 日本士兵（第10-11集）                                                                |
| 易宇航 |          | 英軍指揮官（第10集）                                                                 |
| 吳雲甫 |          | 差頭（第15集）                                                                       |
| 蕭凱欣 |          | 平民（第16集）                                                                       |
| 李興華 |          | 派對工人（第20集）                                                                   |
| 焦浩軒 |          | 病人（第20集）                                                                       |
| 李君妍 |          | 護士（第20集）                                                                       |
| 曾琬莎 |          | 護士（第20集）                                                                       |
| 林 玥  |          | 士兵（第20集）                                                                       |
| 李嘉晉 |          | 傷者（第20集）                                                                       |
| 姚宏遠 |          | 醫生（第20集）                                                                       |
| 張韋怡 |          | 婦人（第20集）                                                                       |

## 與歷史記載不同之處
- 第一集，劇中光緒帝於1908年11月13日(清光緒三十四年十月二十)駕崩，而歷史上的光緒帝崩於同年11月14日(十月廿一)。(不過，很多史學家皆懷疑清政府刻意推遲光緒帝的駕崩日期，所以劇中情況極有可能出現，而且劇中清朝政府人員也一直隠瞞光緒帝駕崩事件，直至11月14日(十月廿一)才對外公報事件，與歷史相符)
- 第二集，慈禧贈送光緒帝一瓶聲稱由英國公使送的維生素，雖然維生素早在唐朝已投人使用但當時醫學界並不清楚是甚麼物質對病人起了治療作用，而維生素於1912年（民國元年）才被正式確立並命名，清代時醫學界並不知道維生素的存在，因而絕無提煉出來的維生素。
- 第三集，成親王福晉因產後服用太多補品而導致舌頭無法收回入口腔。但成親王一爵只有乾隆帝十一子永瑆擔任過，其後代之爵位亦由郡王一輩一輩遞降至奉恩輔國公等，而成親王妃富察氏則已於1812年(清嘉慶十七年)逝世。
- 第七集，劇中御醫任鍚庚指出「日前」(即最少超過一天前)義和團殺死德國公使克林德，歷史上此事件發生時間為1900年6月20日(清光緒二十六年五月廿四)，而八國聯軍之役則於一天後，即同年6月21日(五月廿五)爆發，但劇中任鍚庚說出事件時八國聯軍之役尚未爆發，更延至第十集才爆發。
  - 歷史上克林德乃被中國官員恩海伏擊而死，而非被義和團燒死。
  - 劇中載灃指日本國曾臣服大清，但日本自1633年（日寬永十年，明崇禎六年，清天聰七年）起實行鎖國政策，只保留與荷蘭的外交關係，根本不可能成為中國的藩屬國。劇組可能將自西漢臣服於中國的朝鮮與日本混淆。
  - 及後，德、日等四國公使與慈禧進行談判時，以「國王」稱呼光緒帝，但中國君主應被稱為「皇帝」。
- 第十集，劇中可見1900年（清光緒二十六年）八國聯軍入侵中國，一名英國軍人以「Chinese King」(中國國王)稱呼光緒帝，但理應稱其為「Chinese emperor」(中國皇帝)
  - 中國軍隊仍然使用傳統、簡單設計的軍旗，只有一「清」字，而1900年中國已使用方形黃龍旗作國旗，以貼近近代外交的需求。
- 第十二集，劇情提及清政府將載漪放逐至南疆(新疆天山以南)，顯示當時應為1902年(清光緒二十八年)；但及至第十四集，劇集提及載灃替光緒帝以自己的名義向慈禧太后提交新政建議書，開啟清末新政(1901-1911年(清光緒二十七年至宣統三年))，該集的時空竟倒退回1901年(清光緒二十七年)
  - 歷史上清末新政是由慈禧太后，而非載灃所提出
  - 歷史上清末新政是由慈禧太后作主導，而非劇中所指慈禧太后委任載灃帶領清末新政。
- 第十六集，劇中杜仲於集初指當時是「壬寅年」(即1902年(清光緒二十八年))，但至該集中段幼蘭已懷孕(歷史上發生於約1905年(清光緒三十一年))，而其中並無指出已過了三年。
- 第十七集，該集初溥儀出生，指出當時是1905年(清光緒三十一年)，不久畫面出現「三年後」字樣，即其後為1908年(清光緒三十四年)，到該集後段清政府才計劃派遺官員到英、美等國考察，歷史上應發生於1906年(清光緒三十二年)
  - 葛根指裕德齡於1905年(清光緒三十年)出宮後遊歷西方，並於「花旗國」(指美國)認識一名差使(指美國駐上海領事館副領事迪厄斯·懷特)，但裕德齡理應是離宮後前往上海並認識進駐上海的懷特，及至1915年(民國四年)才前往美國生活
  - 光緒帝只是喊了兩次「落橋」，瀛台守衛便即時容許光緒帝離開瀛台，但當時慈禧太后不論權力及威嚴都在光緒帝之上，守衛不可能輕易因為光緒帝的命令而背棄慈禧太后的旨意。
- 第十七至十八集，劇情提及清朝的君主立憲運動，劇中光緒帝竟多次離開瀛台且多次與官吏開會商討立憲事宜，但君主立憲為清末新政的一部分，理應由慈禧太后主持。
- 第十八集，史學家對光緒帝死因未有定論，主流觀點是遭人毒殺，而劇中設定光緒帝死因是服毒自盡。不過，劇中場面無法解釋為何光緒帝的頭髮和及衣領會沾有砒霜(2008年「清光緒帝死因」研究結果)。
  - 劇集提及有關革命黨刺殺光緒帝以擾亂清政府內部的計劃，該集的時空為1908年(清光緒三十四年)，當時全中國的革命組織已統一為中國同盟會，而同盟會並無有關刺殺光緒帝的革命活動。
- 第十九集，載灃指帝制在中國實行3000年，帝制可能指君主制(約始於公元前2070年，實行約3978年)或君主專制(始於公元前221年(秦始皇帝二十六年)，實行2129年)，但兩者皆不符合。
- 第二十集，劇中指慈禧太后專政時期經歷四代清帝(即道光帝至光緒帝)，但慈禧是咸豐帝的妻妾，專政大約始於1860年代初期，基本上只專政於同治、光緒兩朝，道光年間慈禧尚未入宮，不可能專政
  - 宣統皇帝漙儀的登基大典上，整個太和殿上竟然只有載灃和溥儀二人
  - 另外，歷史上溥儀登基時哭喪著說「我不要在這裏，我要回家！」，但劇中溥儀並無哭泣（雖然劇中出現類似語句「阿瑪，我唔想喺到呀，我想去玩」（阿瑪，我不想在這裏，我想去玩））
  - 歷史上載灃安慰溥儀所說的著名語句「乖，快完了，玩完我們就回家」也並無描述
  - 旁白指溥儀於慈禧逝世即日登基，但歷史上慈禧太后逝於1908年11月15日(清光緒三十四年十月廿二)，而溥儀於1908年12月2日(清光緒三十四年十一月初九)才正式登基
  - 劇情提給宣統年間，旁白完成述說有關溥儀登基的事件後，說：「兩年後，辛亥革命爆發……」，但溥儀於1908年(清光緒三十四年)登基，而辛亥革命於1911年（宣統三年）爆發，應相隔三年
  - 後來，載灃指清帝退位後袁世凱將成為大總統，但當時中華民國臨時政府所開出的條件應為袁世凱擔任「臨時大總統」
  - 劇情提及载沣簽署宣統帝退位詔書，而事實上，隆裕太后頒布宣統帝退位詔書的時候，載灃實際上並沒有簽署
  - 袁世凱於1916年(民國五年)稱帝，但劇中1915年(民國四年)冬天街上竟有人派發報道袁世凱稱帝的報紙，雖然當時袁世凱稱帝已獲國會、輿論等支持，但全街也沒人採取行動也絕不可能
  - 及後，該名派報工人在一所醫館裡與眾人閑聊，指着一面青天白日旗，說「啱啱先換左新旗」(剛剛才換了新旗，指辛亥革命(1911年(清宣統三年))後將清朝的方形黃龍旗換為中華民國南京臨時政府的五色旗)，但當時青天白日旗是中華民國海軍艦隻的艦首旗，而非中華民國國旗，一面軍旗放在醫館裡並不恰當。
  - 根據「清朝宗室退位優待條件」，滿清皇族理應繼續於紫禁城生活直至1924年(民國十三年)馮玉祥發動政變「首都革命」逐出滿清王室為止，但1915年(民國四年)冬天清朝皇室涴佳格格(虛構角色)竟然已經離開皇宮，還成為民間的戰地護士。但劇中並沒有提及涴佳格格的姓氏及家庭背景，有可能和幼蘭一樣，僅為侍候慈禧太后的貴族之女(也稱為格格，不一定擁有皇室血緣)。可能在慈禧太后逝世後，請辭離宮，皇室對紫禁城外的前清皇族、貴族掌控權不大。歷史上不乏出身滿清貴族或皇族的格格、世家之女在民國時代及二戰後選擇以平民身份融入社會，甚至改姓氏為漢性。當中包括末代皇帝溥儀的幼妹(即醇親王載灃的么女)。

其他：
- 劇中從未出現「中國同盟會」、「中華民國」等字眼。
- 劇中醇親王載灃心計重重，而根據清室後裔所描述，歷史上的載灃性格忠厚怕事，不如劇中大膽妄為，爭權奪位。另外，劇中珍妃思想傳統簡單，而歷史上的珍妃思想前衛，更常頂撞慈禧，但劇中並無相關描述。
- 歷史上醇親王載灃與幼蘭的婚姻是一場由慈禧太后威迫的政治婚姻，而非劇中所述幼蘭一直心儀載灃。
- 劇中時空從1898年(清光緒二十四年)至1911年(清宣統三年)，醇親王載灃應為15至28歲，但劇中飾演者張頴康於拍攝時已33歲，與現實相差甚遠。
- 沈可欣所飾演的慧貴妃，於同治帝駕崩時被慈禧即時由慧妃晉至皇貴妃，從未處於貴妃之位。故事初時之時空分別為光緒三十四年的一幕和轉眼的十年前亦即光緒二十四年，當時應為敦宜榮慶皇貴妃。
- 同為咸豐帝遺孀的祺貴妃佟佳氏、吉妃王氏；及同為末代四大太妃的同治帝遺孀珣貴妃阿魯特氏、瑨貴妃西林覺羅氏於劇中從未出現。
- 劇中曾多次提及隆裕皇后，但孝定景皇后隆裕之稱為其為皇太后時之徽號。
- 劇中曾有義和團團民指輪椅是「洋鬼子的玩意」，但輪椅早在南北朝時期的中國已經出現，西方輪椅及至16世紀才出現，因此輪椅這種中國傳統產物絕不是所謂「洋鬼子的玩意」。
- 劇中御醫可隨意與後宮妃子溝通，然而帝制政府為維護妃子貞操，對御醫後後宮之間的交往有嚴密監管。
- 此劇以清朝末年為背景，但此劇呈現的科技水平未免過分落後，例如劇中從未出現過電燈，包括皇宮及革命基地，革命基地甚至清晰可見竟使用蠟燭照明；另外，劇中除了大結局民國時期的畫面外，從未提過汽車，即使是皇族或重臣都只使用落後的轎，街道上也沒有任何汽車；也沒提過電報、電話、電線等，而整個北京城沒有任何現代化建築。

## 軼事
- 此劇是賈曉晨及張惠雅在無綫電視的告別作，而監製張乾文他於離開TVB成為的告別之作。
- 此劇「葛根」原定由樊少皇飾演，後因档期不合，後改由林子善飾演。
- 此劇「載湉」原定由陳國邦飾演，後因要拍攝《公公出宮》而辭演 ，後改由敖嘉年飾演。
- 此劇「載灃」原定由麦长青飾演，後因档期不合，後改由張頴康飾演。
- 此劇「珍妃」原定由劉佩玥飾演，後因档期不合，後改由朱晨麗飾演。
- 此劇班底多數來自《潮拜武當》及《五味人生》。
- 此劇是楊怡身為無綫電視包薪藝員最後一套作品，次年以自由身回巢接拍《再創世紀》。巧合的是楊怡與郭晉安在兩劇均飾演情侶。
- 此劇曾傳因“拍得太差”而被雪藏，播映無期[1]，但後來於2016年3月28日播出。
- 此劇為2016年無綫月曆之一。

## 記事
- 2015年5月12日：此劇於將軍澳電視廣播城十五廠舉行開鏡拜神[2]。
- 2016年3月24日：此劇在14:00於德輔道中161-163號北京同仁堂中環旗艦店舉行「一代御醫顯功架」宣傳活動。
- 2016年3月28日：此劇在14:30於荃灣大壩街4-30號荃灣廣場L1中庭舉行「冊封大典」宣傳活動。
- 2016年4月5日：此劇在15:00於藍田碧雲道223號保良局劉陳小寶長者社區中心舉行「老友記．動起來」宣傳活動。

## 收視率
以下為本劇於香港無綫電視翡翠台之收視紀錄：
| 週次 | 集數   | 日期                   | 平均 | 最高 | 備註                                                                         |
| 1    | 1－5   | 2016年3月28日－4月1日  | 25點 | 26點 | 星期一至星期五平均收視爲24.6點，最高收視爲26.4點                             |
| 2    | 6－10  | 2016年4月4日－4月8日   | 23點 | 27點 | 星期一至星期五平均收視爲22.8點，最高收視爲26.8點。                           |
| 3    | 11－15 | 2016年4月11日－4月15日 | 22點 | 25點 | 星期一至星期五平均收視爲21.8點，最高收視爲25.4點，星期五平均收視更只有18.1點 |
| 4    | 16－20 | 2016年4月18日－4月22日 | 23點 | 23點 |                                                                              |
| 全劇 | 全劇   | 全劇                   | 23點 | 27點 |                                                                              |

### 引用
1. ↑  .   [2017-11-30]. （原始内容存档于2017-12-01）.
2. ↑  .   [2015-05-14]. （原始内容存档于2015-07-18）.

## 外部連結
- 末代御醫 - myTV SUPER[]

## 電視節目的變遷
| 香港 無綫電視翡翠台 星期一至五 20:30 - 21:30      | 香港 無綫電視翡翠台 星期一至五 20:30 - 21:30 | 香港 無綫電視翡翠台 星期一至五 20:30 - 21:30 |
| ------------------------------------------------- | -------------------------------------------- | -------------------------------------------- |
|                                                   | 末代御醫 （2016-03-28 - 2016-04-22）         |                                              |
| 公公出宮 （第1-34集） （2016-02-09 - 2016-03-25） | 火線下的江湖大佬 （2016-04-25 - 2016-05-27） |                                              |

| 马来西亚 Astro On Demand、Astro On Demand HD 星期一至五 20:30 - 21:30 | 马来西亚 Astro On Demand、Astro On Demand HD 星期一至五 20:30 - 21:30 | 马来西亚 Astro On Demand、Astro On Demand HD 星期一至五 20:30 - 21:30 |
| --------------------------------------------------------------------- | --------------------------------------------------------------------- | --------------------------------------------------------------------- |
|                                                                       | 末代御醫 （2016-03-28 - 2016-04-22）                                  |                                                                       |
| 公公出宮 （2016-02-09 - 2016-03-27）                                  | 火線下的江湖大佬 （2016-04-25 - 2016-05-29）                          |                                                                       |

| 澳洲 TVBJ 星期一至五 19:15－20:15    | 澳洲 TVBJ 星期一至五 19:15－20:15            | 澳洲 TVBJ 星期一至五 19:15－20:15 |
| ------------------------------------ | -------------------------------------------- | --------------------------------- |
|                                      | 末代御醫 （2016-03-30 - 2016-04-25）         |                                   |
| 公公出宮 （2016-02-10 - 2016-03-29） | 火線下的江湖大佬 （2016-04-26 - 2016-05-30） |                                   |

| 星和娱家戏剧台 劇集首映 星期一至五 20:00－21:00 時段 | 星和娱家戏剧台 劇集首映 星期一至五 20:00－21:00 時段 | 星和娱家戏剧台 劇集首映 星期一至五 20:00－21:00 時段 |
| ---------------------------------------------------- | ---------------------------------------------------- | ---------------------------------------------------- |
|                                                      | 末代御醫 （2016-07-04 - 2016-07-29）                 |                                                      |
| 警犬巴打 （2016-06-06 - 2016-07-01）                 | 火線下的江湖大佬 （2016-08-01 - 2016-09-02）         |                                                      |

| 马来西亚 Astro華麗台、Astro華麗台HD 星期一至五 21:30 - 22:30 | 马来西亚 Astro華麗台、Astro華麗台HD 星期一至五 21:30 - 22:30 | 马来西亚 Astro華麗台、Astro華麗台HD 星期一至五 21:30 - 22:30 |
| ------------------------------------------------------------ | ------------------------------------------------------------ | ------------------------------------------------------------ |
|                                                              | 末代御醫 （2017-06-01 - 2017-06-28）                         |                                                              |
| 鐵馬戰車 （2017-05-04 - 2017-05-31）                         | 導火新聞線 （2017-06-29 - 2017-08-01）                       |                                                              |

| 马来西亚 八度空间 我追爱TVB 星期一至五 19:00 - 19:58 | 马来西亚 八度空间 我追爱TVB 星期一至五 19:00 - 19:58 | 马来西亚 八度空间 我追爱TVB 星期一至五 19:00 - 19:58 |
| ---------------------------------------------------- | ---------------------------------------------------- | ---------------------------------------------------- |
|                                                      | 末代御醫 （2018-06-26 - 2018-07-23）                 |                                                      |
| 烈火如歌 （2018-04-12 - 2018-06-25）                 | 一屋老友记 （2018-07-24 －2018-09-03）               |                                                      |